# 2006年のNBAドラフト
2006年のNBAドラフトは、2006年6月28日に行われたNBAドラフト。アメリカ合衆国ニューヨーク市マンハッタンにあるマディソン・スクエア・ガーデンで開催された。

## ドラフト指名
| PG | ポイントガード | SG | シューティングガード | SF | スモールフォワード | PF | パワーフォワード | C | センター |

| * | バスケットボール殿堂入り      |
| ^ | 現役プレーヤー                |
| S | NBAオールスター               |
| A | オールNBAチーム               |
| R | NBAオールルーキーチーム       |
| D | NBAオールディフェンシブチーム |
| C | NBAチャンピオン               |
| F | ファイナルMVP                 |
| # | NBAでのプレー経験なし         |
| M | シーズンMVP                   |

### 1巡目
| 指名順 | 選手                           | 経歴    | 国籍           | 指名チーム | 大学/クラブチーム                        |
| ------ | ------------------------------ | ------- | -------------- | --- | ---------------------------------------- |
| 1      | アンドレア・バルニャーニ (PF)  | R       | イタリア       | トロント・ラプターズ                                                                                               | ベネトン・トレヴィーゾ （イタリア）      |
| 2      | ラマーカス・オルドリッジ (PF)  | S A R   | アメリカ合衆国 | シカゴ・ブルズ （ポートランド・トレイルブレイザーズにトレード。元はニューヨーク・ニックスの指名権）                | テキサス大学                             |
| 3      | アダム・モリソン (SF)          | R       | アメリカ合衆国 | シャーロット・ボブキャッツ                                                                                         | ゴンザガ大学                             |
| 4      | タイラス・トーマス (PF)        | R       | アメリカ合衆国 | ポートランド・トレイルブレイザーズ （シカゴ・ブルズにトレード）                                                    | ルイジアナ州立大学                       |
| 5      | シェルデン・ウィリアムス (PF)  |         | アメリカ合衆国 | アトランタ・ホークス                                                                                               | デューク大学                             |
| 6      | ブランドン・ロイ (SG)          | S A R   | アメリカ合衆国 | ミネソタ・ティンバーウルブズ （ポートランド・トレイルブレイザーズにトレード）                                      | ワシントン大学                           |
| 7      | ランディ・フォイ (PG/SG)       | R       | アメリカ合衆国 | ボストン・セルティックス（ミネソタ・ティンバーウルブズにトレード。元はポートランド・トレイルブレイザーズの指名権） | ビラノバ大学                             |
| 8      | ルディ・ゲイ (SG/SF)           | R       | アメリカ合衆国 | ヒューストン・ロケッツ（メンフィス・グリズリーズにトレード）                                                       | コネチカット大学                         |
| 9      | パトリック・オブライアント (C) |         | アメリカ合衆国 | ゴールデンステート・ウォリアーズ                                                                                   | ブラッドリー大学                         |
| 10     | モハメド・セネ (C)             |         | セネガル       | シアトル・スーパーソニックス                                                                                       | RBC Verviers-Pepinster （ベルギー）      |
| 11     | J・J・レディック (SG)          |         | アメリカ合衆国 | オーランド・マジック                                                                                               | デューク大学                             |
| 12     | ヒルトン・アームストロング (C) |         | アメリカ合衆国 | ニューオーリンズ・ホーネッツ                                                                                       | コネチカット大学                         |
| 13     | タボ・セフォロシャ (SG/SF)     |         | スイス         | フィラデルフィア・セブンティシクサーズ（シカゴ・ブルズにトレード）                                                 | アンジェリコ・ビエッラ （イタリア）      |
| 14     | ロニー・ブリュワー (SG)        |         | アメリカ合衆国 | ユタ・ジャズ | アーカンソー大学                         |
| 15     | セドリック・シモンズ (PF)      |         | アメリカ合衆国 | ニューオーリンズ・ホーネッツ （元はミルウォーキー・バックスの指名権）                                              | ノースカロライナ州立大学                 |
| 16     | ロドニー・カーニー (SF)        |         | アメリカ合衆国 | シカゴ・ブルズ （フィラデルフィア・セブンティシクサーズにトレード）                                                | メンフィス大学                           |
| 17     | ショーン・ウィリアムス (SF)    |         | アメリカ合衆国 | インディアナ・ペイサーズ                                                                                           | メンフィス大学                           |
| 18     | オレクシー・ペチェロフ (PF)    |         | ウクライナ     | ワシントン・ウィザーズ                                                                                             | パリ・バスケット・レーシング（フランス） |
| 19     | クインシー・ドゥービー (SG)    |         | アメリカ合衆国 | サクラメント・キングス                                                                                             | ラトガース大学                           |
| 20     | レナルド・バークマン (SF)      |         | アメリカ合衆国 | ニューヨーク・ニックス（元はデンバー・ナゲッツの指名権）                                                           | サウスカロライナ大学                     |
| 21     | ラジョン・ロンド (PG)          | S A R C | アメリカ合衆国 | フェニックス・サンズ （ボストン・セルティックスにトレード。元はロサンゼルス・レイカーズの指名権）                  | ケンタッキー大学                         |
| 22     | マーカス・ウィリアムズ (PG)    | R       | アメリカ合衆国 | ニュージャージー・ネッツ （元はロサンゼルス・クリッパーズの指名権）                                                | コネチカット大学                         |
| 23     | ジョシュ・ブーン (C)           |         | アメリカ合衆国 | ニュージャージー・ネッツ                                                                                           | コネチカット大学                         |
| 24     | カイル・ラウリー (PG)          | S A R C | アメリカ合衆国 | メンフィス・グリズリーズ                                                                                           | ビラノバ大学                             |
| 25     | シャノン・ブラウン (SG)        | C       | アメリカ合衆国 | クリーブランド・キャバリアーズ                                                                                     | ミシガン州立大学                         |
| 26     | ジョーダン・ファーマー (PG)    | C       | アメリカ合衆国 | ロサンゼルス・レイカーズ （元はマイアミ・ヒートの指名権）                                                          | UCLA                                     |
| 27     | セルジオ・ロドリゲス (PG)      |         | スペイン       | フェニックス・サンズ （ポートランド・トレイルブレイザーズにトレード）                                              | CBエストゥディアンテス（スペイン)        |
| 28     | モーリス・エイガー (SG)        |         | アメリカ合衆国 | ダラス・マーベリックス                                                                                             | ミシガン州立大学                         |
| 29     | マーディ・コリンズ (PG)        |         | アメリカ合衆国 | ニューヨーク・ニックス （元はサンアントニオ・スパーズの指名権）                                                    | テンプル大学                             |
| 30     | ジョエル・フリーランド (PF)    |         | イングランド   | ポートランド・トレイルブレイザーズ （元はデトロイト・ピストンズの指名権）                                          | CBグラン・カナリア（スペイン）           |

### 2巡目
| 指名順 | 選手                               | 経歴  | 国籍                     | 指名チーム | 大学/クラブチーム                                              |
| ------ | ---------------------------------- | ----- | ------------------------ | --- | -------------------------------------------------------------- |
| 31     | ジェームズ・ホワイト (SG)          |       | アメリカ合衆国           | ポートランド・トレイルブレイザーズ （インディアナ・ペイサーズにトレード）                                      | シンシナティ大学                                               |
| 32     | スティーブ・ノヴァック (SF)        |       | アメリカ合衆国           | ヒューストン・ロケッツ （元はニューヨーク・ニックスの指名権）                                                  | マーケット大学                                                 |
| 33     | ソロモン・ジョーンズ (C)           |       | アメリカ合衆国           | アトランタ・ホークス                                                                                           | フロリダ大学                                                   |
| 34     | ポール・デイビス (C)               |       | アメリカ合衆国           | ロサンゼルス・クリッパーズ （元はシャーロット・ボブキャッツの指名権）                                          | ミシガン州立大学                                               |
| 35     | P・J・タッカー (SF)                | C     | アメリカ合衆国           | トロント・ラプターズ                                                                                           | テキサス大学                                                   |
| 36     | クレイグ・スミス (PF)              | R     | アメリカ合衆国           | ミネソタ・ティンバーウルブズ （元はボストン・セルティックスの指名権）                                          | ボストンカレッジ                                               |
| 37     | ボビー・ジョーンズ (SF)            |       | アメリカ合衆国           | ミネソタ・ティンバーウルブズ （フィラデルフィア・セブンティシクサーズへトレード）                              | ワシントン大学                                                 |
| 38     | コスタ・ペロヴィッチ (C)           |       | セルビア                 | ゴールデンステート・ウォリアーズ                                                                               | パルチザン・ベオグラード （セルビア & アドリア海リーグ）       |
| 39     | デビッド・ノエル (SF)              |       | アメリカ合衆国           | ミルウォーキー・バックス （元はヒューストン・ロケッツの指名権）                                                | ノースカロライナ大学                                           |
| 40     | デンハム・ブラウン (SG)            | #     | カナダ                   | シアトル・スーパーソニックス                                                                                   | コネチカット大学                                               |
| 41     | ジェームス・オーガスティン (PF)    |       | アメリカ合衆国           | オーランド・マジック                                                                                           | イリノイ大学                                                   |
| 42     | ダニエル・ギブソン (PG)            |       | アメリカ合衆国           | クリーブランド・キャバリアーズ （元はフィラデルフィア・セブンティシクサーズの指名権）                          | テキサス大学                                                   |
| 43     | マーカス・ヴィニシウス (SF)        |       | ブラジル                 | ニューオーリンズ・ホーネッツ                                                                                   | Objectivo São Carlos （サンパウロ州）                          |
| 44     | リオル・エリヤフ (SF)              | #     | イスラエル               | オーランド・マジック （ヒューストン・ロケッツへトレード。元はミルウォーキー・バックスの指名権）                | Hapoel Galil Elyon （イスラエル）                              |
| 45     | アレキサンダー・ジョンソン (PF)    |       | アメリカ合衆国           | インディアナ・ペイサーズ（メンフィス・グリズリーズへトレード。元はポートランド・トレイルブレイザーズの指名権） | フロリダ州立大学                                               |
| 46     | ディー・ブラウン (PG)              |       | アメリカ合衆国           | ユタ・ジャズ （元はシカゴ・ブルズの指名権）                                                                    | イリノイ大学                                                   |
| 47     | ポール・ミルサップ (PF)            | S R D | アメリカ合衆国           | ユタ・ジャズ                                                                                                   | ルイジアナ工科大学                                             |
| 48     | ウラジミール・ヴェレミエンコ (PF)  | #     | ベラルーシ               | ワシントン・ウィザーズ                                                                                         | Dynamo Saint Petersburg （ロシア）                             |
| 49     | レオン・ポウ (PF)                  | C     | アメリカ合衆国           | デンバー・ナゲッツ （ボストン・セルティックスへトレード）                                                      | カリフォルニア大学                                             |
| 50     | ライアン・ホリンズ (C)             |       | アメリカ合衆国           | シャーロット・ボブキャッツ （元はサクラメント・キングスの指名権）                                              | UCLA                                                           |
| 51     | チェイック・サム (C)               |       | セネガル                 | ロサンゼルス・レイカーズ （デトロイト・ピストンズへトレード）                                                  | WTC Cornellà （スペイン）                                      |
| 52     | ギレルモ・ディアス (SG)            |       | プエルトリコ             | ロサンゼルス・クリッパーズ                                                                                     | マイアミ大学                                                   |
| 53     | ヨタム・ハルペリン (PG)            | #     | イスラエル               | シアトル・スーパーソニックス （元はメンフィス・グリズリーズの指名権）                                          | Olimpija Ljubljana （スロベニア & アドリア海リーグ）           |
| 54     | ハッサン・アダムズ (SG)            |       | アメリカ合衆国           | ニュージャージー・ネッツ                                                                                       | アリゾナ大学                                                   |
| 55     | エジケ・ウグボアジャ (F)           | #     | ナイジェリア             | クリーブランド・キャバリアーズ                                                                                 | Union Bank Lagos （ナイジェリア）                              |
| 56     | エディン・ヴァヴシッチ (C)         | #     | ボスニア・ヘルツェゴビナ | トロント・ラプターズ （フィラデルフィア・セブンティシクサーズへトレード。元はマイアミ・ヒートの指名権）        | ASA BH Telecom （ボスニア・ヘルツェゴビナ & アドリア海リーグ） |
| 57     | ルーカス・マブロケファリディス (C) | #     | ギリシャ                 | ミネソタ・ティンバーウルブズ （元はフェニックス・サンズの指名権）                                              | PAOK （ギリシャ）                                              |
| 58     | ダニーロ・ピノック (SG)            | #     | アメリカ合衆国 パナマ    | ダラス・マーベリックス （ロサンゼルス・レイカーズへトレード）                                                  | ジョージワシントン大学                                         |
| 59     | ダミール・マルコタ (SF)            |       | ボスニア・ヘルツェゴビナ | サンアントニオ・スパーズ （ミルウォーキー・バックスへトレード）                                                | Cibona VIP （クロアチア & アドリア海リーグ）                   |
| 60     | ウィル・ブレイロック (PG)          |       | アメリカ合衆国           | デトロイト・ピストンズ                                                                                         | アイオワ州立大学                                               |

## ドラフト外入団の主な選手
- ルー・アマンドソン (PF), ネバダ大学ラスベガス校
- ホセ・バレア (PG), ノースイースタン大学
- クリス・コープランド (SF), コロラド大学
- タレンス・キンジー (SG), サウスカロライナ大学
- クリス・クイン (PG), ノートルダム大学
- C・J・ワトソン (PG), テネシー大学

## ドラフト当日のトレード
- ボストン・セルティックスはポートランド・トレイルブレイザーズからリーフ・ラフレンツ、ダン・ディッカウと全体7番目指名のランディ・フォイを交換に出し、セバスチャン・テルフェア、テオ・ラトリフと2008年ドラフト2巡目指名権を獲得した。
- シカゴ・ブルズは全体4番目指名のタイラス・トーマスとヴィクトル・ハラッパを獲得するため、ポートランド・トレイルブレイザーズへ全体2番目指名のラマーカス・オルドリッジを放出した。
- ヒューストン・ロケッツはシェーン・バティエを獲得するため、メンフィス・グリズリーズへ全体8番目指名のルディ・ゲイとストロマイル・スウィフトを放出した。しかし、この取引は7月1日までは確定されなかった。
- ポートランド・トレイルブレイザーズはブランドン・ロイの権利を獲得するため、ミネソタ・ティンバーウルブズへランディ・フォイの権利を放出した。
- フィラデルフィア・セブンティシクサーズはロドニー・カーニーの権利を獲得するため、ターボ・セフォロシャの権利、2007年ドラフト2巡指名権、現金をシカゴ・ブルズへ放出した。
- ボストン・セルティックスは2007年ドラフト1巡目指名権と交換で、フェニックス・サンズからブライアン・グラント (後に解雇され引退) と全体21番目指名の権利（レイジョン・ロンドを指名）を獲得した。
- ボストン・セルティックスは将来のドラフト2巡目指名権と交換で、デンバー・ナゲッツから全体49番目指名のレオン・ポウの権利を獲得した。
- オーランド・マジックは現金と交換で、全体44番目指名のリオル・エリヤフをヒューストン・ロケッツへ放出した。
- ロサンゼルス・レイカーズはモーリス・エバンスを獲得するため、デトロイト・ピストンズへ全体51番目指名のチェイック・サムの権利を放出した。
- トロント・ラプターズは現金と交換で、フィラデルフィア・セブンティシクサーズへ全体56番目指名のエディン・ヴァヴシッチの権利を放出した。
- サンアントニオ・スパーズは、全体59番目指名のダミール・マルコタに対する権利を、ミルウォーキー・バックスの2007年に2つ有しているドラフト2位指名権のうち上位の指名権と放出した。
- ダラス・マーベリックスはロサンゼルス・レイカーズの将来のドラフト2位指名権を獲得するため、全体58番目指名のダニロ・ピノックを放出した。
- ミネソタ・ティンバーウルブズはフィラデルフィア・セブンティシクサーズの将来のドラフト2位指名権を獲得するため、全体37番目指名のボビー・ジョーンズの権利を放出した。
- ポートランド・トレイルブレイザーズは、全体31番目指名のジェームズ・ホワイトに対する権利と引換えに、全体45番目指名のアレクサンダー･ジョンソンへの権利と、将来のドラフト2位指名権をインディアナ・ペイサーズから獲得した。
- ポートランド・トレイルブレイザーズはメンフィス・グリズリーズの将来のドラフト2巡指名権を獲得するため、アレクサンダー・ジョンソンを放出した。